# Berlin – Hauptstadt der DDR 1974
Berlin – Hauptstadt der DDR 1974 ist ein im Auftrag des Magistrats von Berlin, Hauptstadt der DDR, geschaffener Dokumentarfilm des DEFA-Studios für Kurzfilme von Rolf Schnabel und Christian Klemke aus dem Jahr 1975.

## Handlung
Der Film beginnt mit den letzten Kämpfen des Zweiten Weltkrieges in der deutschen Hauptstadt Berlin im Mai 1945 und der darauffolgenden Fürsorge der Roten Armee um die Bevölkerung. Hier wurde der Grundstein für die Deutsch-Sowjetische Freundschaft in der späteren DDR gelegt. Weiter geht es mit Aufnahmen vom Oktober 1974, als eine sowjetische Regierungsdelegation unter der Leitung von Leonid Breschnew, dem Generalsekretär der KPdSU, zum Freundschaftsbesuch anlässlich der 25. Geburtstages der DDR in Ost-Berlin eintrifft und unter dem Jubel der Bevölkerung durch die Stadt fährt. Mit einem Fackelzug der Freien Deutschen Jugend, der an den DDR-Regierungsmitgliedern und den ausländischen Gästen vorbeiführt, endet der Vorspann des Films.
Ein Hauptanliegen des Films ist es zu zeigen, wie die Bauarbeiter der DDR mit den Erkenntnissen des VIII. Parteitages der SED die Hauptstadt der DDR als sozialistische Metropole aufbauen, wobei der komplexe Wohnungsbau das Herzstück des sozialpolitischen Programms bildet. Zum großen Teil werden die hohen Produktionssteigerungen mit der Übernahme sowjetischer Baumethoden, hier besonders der Slobin-Methode, begründet. Leiter des Berliner Baubetriebes VEB Wohnungsbaukombinat waren deshalb in Moskau, um sich von dem sowjetischen Bauarbeiter Nikolai A. Slobin selbst erklären zu lassen, wie man noch rationeller arbeiten kann. Um diese Erkenntnisse zu vertiefen, kamen sogar Arbeiter aus Moskau und zeigten ihren deutschen Kollegen, wie man richtig arbeitet. Dafür wird die sowjetische Brigade als Dank von dem 1. Sekretär der SED-Bezirksleitung Berlin und Mitglied des Politbüros des Zentralkomitees der SED Konrad Naumann mit dem Titel Kollektiv der sozialistischen Arbeit ausgezeichnet.
An der Leninallee und dem Weißenseer Weg entsteht von 1973 bis 1977 ein Wohngebiet für etwa 50.000 Einwohner, mit 15.000 Wohnungen, 15 Krippen und Kindergärten, 13 Schulen, 4 Kaufhallen, 9 Restaurants, 4 Dienstleistungseinrichtungen, 1 Poliklinik, 1 Schwimmhalle und 2 Feierabendheime. Durch das industrielle Bauen sind leistungsfähige Vorfertigungsstätten erforderlich, die täglich Bauelemente für über 30 Wohnungen liefern können, was aber noch eine Verbesserung in Quantität und Qualität erfordert. Auch hier helfen die Erfahrungen aus Moskau und es werden jetzt vorgefertigte Badzellen mit einem Kran in die Wohnungen gehoben, so dass sie nur noch innerhalb kurzer Zeit von Monteuren an das Versorgungsnetz angeschlossen werden können. Rund 400 Wohnungen, vorrangig vom Typ WBS 70, können in diesem Wohngebiet monatlich übergeben werden und die befragten Mieter äußern sich alle positiv darüber. Grünanlagen und Spielplätze vervollständigen die Angebote. Jedoch gehören auch der Bau von Botschaften, Residenzen für diplomatische Vertretungen, Bauten der Industrierationalisierung. So wächst die Stadt und das Leben wird für die Bewohner immer angenehmer.
Im Herbst 1973 begannen auf dem Marx-Engels-Platz die Bauarbeiten für den Palast der Republik. Die Baugrube, in der Erich Honecker als Generalsekretär des ZK der SED und Vorsitzender des Staatsrats am 2. November 1973. die Grundsteinlegung vollzog, war 180 m lang, 110 m breit und 12 m tief. Auf der Baustelle arbeiteten Werktätige aus der gesamten DDR und bereits am 15. November des Jahres 1974 wurde durch das Kommando Erich Honeckers die Richtkrone auf das markante Gebäude gesetzt. Das anschließende Richtfest zeigt ein aufgeschlossenes Verhältnis zwischen Bauarbeitern und den Mitgliedern der Partei- und Staatsführung.
Zum Abschluss folgen noch Ausflüge zu zahlreichen Sehenswürdigkeiten Ost-Berlins, aber auch Bilder von den heruntergewirtschafteten Altbauten werden gezeigt. Hier ist die Hauptaufgabe die Werterhaltung und die Instandsetzung der Gebäude, wofür der Volkswirtschaftsplan der DDR Bauleistungen für 1975 in Höhe von über 187 Millionen DDR-Mark vorsieht. Dazu gehört auch die Rekonstruktion im ganzen Wohnquartier am Arnimplatz im Stadtbezirk Berlin-Prenzlauer Berg. Heinrich Zille würde laut Kommentar sagen: „Berlin, wie haste Dir verändert“.

## Produktion und Veröffentlichung
Berlin – Hauptstadt der DDR 1974 ist ein, im Auftrag des Magistrats der Hauptstadt der DDR, auf ORWO-Color, mit einigen Schwarzweißfilm-Sequenzen, geschaffener Propagandafilm des DEFA-Studios für Kurzfilme. Eine Ausstrahlung am 15. April 1975 im 2. Programm des Fernsehens der DDR kann unter der Ankündigung Die Hauptstadt Berlin – unser aller Werk nachgewiesen werden.